# Kenneth Baugh

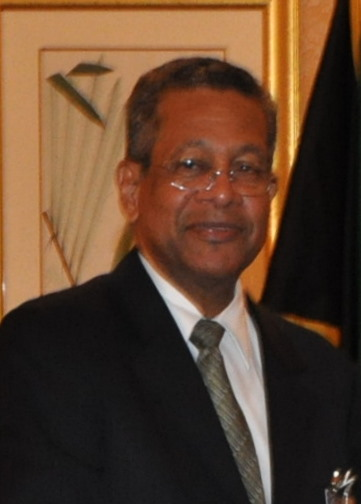
Kenneth Baugh (2011)

Kenneth Lee O’Neil Baugh (* 24. Februar 1941 in Montego Bay, Saint James; † 1. September 2019) war ein jamaikanischer Politiker der Jamaica Labour Party (JLP). Er war von 1980 bis 1989 Gesundheitsminister und von September 2007 bis Januar 2012 Außenminister Jamaikas.

## Leben
Nach der Schulausbildung an der Springfield Primary School sowie dem Cornwall College studierte er Medizin an der University of the West Indies und beendete dieses Studium mit der Promotion zum Medical Doctor (M.D.). Anschließend war er als Chirurg tätig.
Seine politische Laufbahn begann 1980, als er als Kandidat der Jamaica Labour Party zum Abgeordneten des Repräsentantenhauses gewählt wurde. Dort vertrat er bis 1987 den Wahlkreis Nort West St. James. Unmittelbar nach der Wahl berief ihn Premierminister Edward Seaga am 1. November 1980 zum Gesundheitsminister in seinem Kabinett. Dieses Amt hatte er bis zum Ende von Seagas Amtszeit am 13. Februar 1989 inne. Zwischen 1989 und 1993 gehörte er auf Vorschlag des Oppositionsführers Seaga dem Senat als Mitglied an.
Nach dem Sieg der JLP bei den Wahlen vom 3. September 2007 wurde er von Premierminister Bruce Golding zum Minister für Auswärtige Angelegenheiten und Außenhandel ernannt. Darüber hinaus ist er auch Stellvertretender Premierminister (Deputy Prime Minister) und vertrat in dieser Position Premierminister Golding bei einem Besuch in den USA vor den Vereinten Nationen, aber auch um für die Ansiedlung ausländischer Investoren in Jamaika zu werben. Er war Minister bis zum 6. Januar 2012. Er konnte bei der Wahlniederlage der JLP am 29. Dezember 2011 seinen Parlamentssitz verteidigen und wurde am 19. Januar 2012 von Oppositionsführer Andrew Holness zum gesundheitspolitischen Oppositionssprecher ernannt.